# Orphan Black
Orphan Black é uma série de televisão canadense de ficção científica e suspense, criada por Graeme Manson e John Fawcett, estrelada por Tatiana Maslany como várias pessoas idênticas que são clones. A série centra-se em Sarah Manning, uma mulher que assume a identidade de outro clone, Elizabeth Childs, depois de testemunhar o suicídio da mesma. A série levanta questões sobre as implicações morais e éticas da clonagem humana e seus efeitos sobre questões de identidade pessoal.  
A série foi produzida pela Temple Street Productions, em associação com a BBC America e o canal Space. El dea estreou em 30 de março de 2013, no Space no Canadá e na BBC America nos Estados Unidos. A terceira temporada de 10 episódios estreou em 18 de abril de 2015. Em 7 de maio de 2015, uma quarta temporada de 10 episódios foi encomendada, para estrear em 14 de abril de 2016.
A série é exibida no Brasil pelos canais BBC HD e A&E desde 2014.
No dia 10 de junho de 2017, estreou sua quinta e última temporada de 10 episódios nos Estados Unidos, chegando ao fim no dia 12 de agosto de 2017, no canal BBC America.
No dia 2 de Dezembro de 2017, estreou Orphan Black: Seven Genes, o remake japonês da série.

## Enredo

### Primeira Temporada
A primeira temporada contou com 10 episódios, sendo o primeiro lançado em 30 de março de 2013 e o último em 1 de junho de 2013, com cada episódio de em média 45 minutos. Após presenciar o suicídio de uma desconhecida com a aparência idêntica à sua, Sarah Manning, uma órfã britânica com um histórico de delitos criminais, resolve furtar seus pertences e assumir sua identidade, se passando pela detetive Elizabeth Childs. As intenções iniciais de Sarah eram simplesmente tomar posse do dinheiro contido na conta bancária de Childs e usá-lo para começar uma nova vida com seu irmão adotivo Felix Dawkins e sua filha de 8 anos, Kira. Sarah usa a morte de Beth para despistar seu ex-namorado, um traficante de drogas chamado Victor, assumindo a identidade da policial e, consequentemente, acaba se envolvendo em uma conspiração envolvendo clonagem humana. Sarah então tem de ao mesmo tempo impedir que a polícia descubra sua identidade verdadeira e ajudar suas recém-descobertas irmãs clones a descobrir sua verdadeira origem, além de se proteger de um grupo de fanáticos religiosos que desejam destruí-las.

### Segunda Temporada
A segunda temporada tem início em 19 de abril de 2014 e termina em 21 de junho de 2014 e continuará com o mesmo formato de episódios da primeira. Sarah está correndo contra o tempo para encontrar a sua filha Kira que está desaparecida. Suas atitudes desencadeiam uma guerra com a sua pró-clone Rachel, dividindo e colocando em perigo todos os clones. Sarah começa a descobrir coisas de seu passado, enquanto os novos personagens surgem misteriosamente. Por fim, ela é sequestrada.

### Terceira Temporada
A terceira temporada teve início em 18 de abril de 2015 e terminou em 20 de junho de 2015, contendo o mesmo formato de episódios das temporadas anteriores, 10 episódios. A história volta de onde parou, com Sarah descobrindo sobre os clones masculinos, e seus mais novos perigos. Ela também tem que correr contra o tempo, para resgatar sua irmã Helena, das mãos do exercito. Sarah e suas irmãs se unem para se proteger, e acabam descobrindo mais sobre suas origens.

### Quarta Temporada
A quarta temporada contém a descoberta do clone original, mãe da Sra. S. E assim, as clones veem oportunidade de cura com as células dela. Com muitas indas e vindas, elas e a Dra. Duncan (que está viva) são enganadas pela até então, diretora da Neovolução e perdem todas as pesquisas feitas e um dos capangas da Neovolução mata a clone original, assim acabando de vez com as pesquisas. Cosima tem a brilhante ideia de como recomeçar as pesquisas, mas contando com a ajuda da Dra. Duncan e Rachel. Enquanto isso Donnie, marido de Alison, é preso por tráfico de drogas e os Hendrix são usados pela Neovolução para chegar até a Sarah e também descobrem uma nova clone a ''MK''.
Quinta Temporada
Nessa 5ª e última temporada, Sarah está desesperada para tomar o controle de sua vida diante da ameaça da Neovolução. Logo, as protagonistas precisam encontrar as peças desaparecidas de uma latente conspiração – e, enfim, descobrir a verdade por trás da sua origem.

## Elenco

### Principal
| Ator                | Personagem | Temporadas   | Temporadas | Temporadas   | Temporadas   | Temporadas |
| Ator                | Personagem | 1            | 2          | 3            | 4            | 5          |
| ------------------- | --- | ------------ | ---------- | ------------ | ------------ | ---------- |
| Tatiana Maslany     | - Sarah Manning - Elizabeth "Beth" Childs - Alison Hendrix - Katja Obinger - Cosima Niehaus - Helena Manning - Rachel Duncan - Krystal Goderitch - Tony Sawicki - Jennifer Fitzsimmons - Veera "MK" Suominen - Camila Torres | Principal    | Principal  | Principal    | Principal    | Principal  |
| Jordan Gavaris      | Felix "Fee" Dawkins | Principal    | Principal  | Principal    | Principal    | Principal  |
| Maria Doyle Kennedy | Siobhan Sadler | Principal    | Principal  | Principal    | Principal    | Principal  |
| Kevin Hanchard      | Detetive Arthur "Art" Bell | Principal    | Principal  | Participação | Principal    | Principal  |
| Dylan Bruce         | Paul Dierden | Principal    | Principal  | Principal    | Participação |            |
| Michael Mando       | Victor "Vic" Schmidt | Principal    | Recorrente |              |              |            |
| Évelyne Brochu      | Dra. Delphine Cormier | Recorrente   | Principal  | Principal    | Participação | Recorrente |
| Kristian Bruun      | Donnie Hendrix | Recorrente   | Recorrente | Principal    | Principal    | Principal  |
| Josh Vokey          | Scott Smith | Participação | Recorrente | Recorrente   | Principal    | Principal  |
| Ari Millen          | - Mark Rollins - Rudy - Soldado Miller - Seth - Parsons - Ira Blair |              | Recorrente | Principal    | Principal    | Principal  |

### Coadjuvantes
- Inga Cadranel como Detetive Angela "Angie" Deangelis
- Matt Frewer como Dr. Aldous Leekie
- Michiel Huisman como Cal Morrison
- Patrick J. Adams como Jesse
- Natalie Lisinska como Aynsley Norris
- Michelle Forbes como Marian Bowles
- Cynthia Galant como Rachel Duncan (criança) / Charlotte Bowles
- Andrew Gillies como Ethan Duncan
- Peter Outerbridge como Henrik "Hank" Johanssen
- Zoe De Grand'Maison como Grace Johanssen
- Ksenia Solo como Shay Davydov
- Kyra Harper como Virginia Coady
- Justin Chatwin como Jason Kellerman
- Alison Steadman como Kendall Malone
- Rosemary Dunsmore como Susan Duncan
- James Frain como Ferdinand Chevalier.
- Jessalyn Wanlim como Evie Cho
- Gord Rand como Detetive Marty Duko
- Joel Thomas Hynes como Dizzy
- Calwyn Shurgold como Hell Wizard
- Lauren Hammersley como Adele
- Stephen McHattie como P.T. Westmoreland
- Jenessa Grant como Mud

## Episódios

### Resumo
| Temporada | Temporada | Episódios | Episódios | Originalmente exibido | Originalmente exibido |
| Temporada | Temporada | Episódios | Episódios | Estreia da temporada  | Final da temporada    |
| --------- | --------- | --------- | --------- | --------------------- | --------------------- |
|           | 1         | 10        | 10        | 30 de março de 2013   | 1 de junho de 2013    |
|           | 2         | 10        | 10        | 19 de abril de 2014   | 21 de junho de 2014   |
|           | 3         | 10        | 10        | 18 de abril de 2015   | 20 de junho de 2015   |
|           | 4         | 10        | 10        | 14 de abril de 2016   | 16 de junho de 2016   |
|           | 5         | 10        | 10        | 10 de junho de 2017   | 12 de agosto de 2017  |

### Primeira Temporada
| Número | Título                           | Diretor        | Escritor      | Estreia             | Audiência nos EUA (milhões) |
| ------ | -------------------------------- | -------------- | ------------- | ------------------- | --------------------------- |
| 1      | "Natural Selection"              | John Fawcett   | Graeme Manson | 30 de março de 2013 | 0.684                       |
| 2      | "Instinct"                       | John Fawcett   | Graeme Manson | 6 de abril de 2013  | 0.409                       |
| 3      | "Variation Under Nature"         | David Frazee   | Graeme Manson | 13 de abril de 2013 | 0.350                       |
| 4      | "Effects of External Conditions" | Grant Harvey   | Karen Walton  | 20 de abril de 2013 | 0.361                       |
| 5      | "Conditions of Existence"        | TJ Scott       | Alex Levine   | 27 de abril de 2013 | 0.327                       |
| 6      | "Variations Under Domestication" | John Fawcett   | Will Pascoe   | 4 de maio de 2013   | 0.340                       |
| 7      | "Parts Developed in an Unusual"  | Brett Sullivan | Tony Elliott  | 11 de maio de 2013  | 0.280                       |
| 8      | "Entangled Bank"                 | Ken Girotti    | Karen Walton  | 18 de maio de 2013  | 0.367                       |
| 9      | "Unconscious Selection"          | TJ Scott       | Alex Levine   | 25 de maio de 2013  | 0.253                       |
| 10     | "Endless Forms Most Beautiful"   | John Fawcett   | Graeme Manson | 1 de junho de 2013  | 0.376                       |

### Segunda Temporada
| Número | Título                                             | Diretor        | Escritor                     | Estreia             | Audiência nos EUA (milhões) |
| ------ | -------------------------------------------------- | -------------- | ---------------------------- | ------------------- | --------------------------- |
| 1      | "Nature Under Constraint and Vexed"                | John Fawcett   | Graeme Manson                | 19 de abril de 2014 | 0.62                        |
| 2      | "Governed by Sound Reason and True Religion"       | John Fawcett   | Karen Walton & Graeme Manson | 26 de abril de 2014 | 0.72                        |
| 3      | "Mingling Its Own Nature With It"                  | TJ Scott       | Alex Levine                  | 3 de maio de 2014   | 0.45                        |
| 4      | "Governed as It Were by Chance"                    | David Frazee   | Russ Cochrane                | 10 de maio de 2014  | 0.48                        |
| 5      | "Ipsa Scientia Potestas Est"                       | Helen Shaver   | Tony Elliott                 | 17 de maio de 2014  | 0.51                        |
| 6      | "To Hound Nature in Her Wanderings"                | Brett Sullivan | Chris Robertss               | 24 de maio de 2014  | 0.54                        |
| 7      | "Knowledge of Causes, and Secret Motion of Things" | Ken Girotti    | Aubrey Nealon                | 31 de maio de 2014  | 0.50                        |
| 8      | "Variable and Full of Perturbation"                | John Fawcett   | Karen Walton                 | 7 de junho de 2014  | 0.58                        |
| 9      | "Things Which Have Never Yet Been Done"            | TJ Scott       | Alex Levine                  | 14 de junho de 2014 | 0.61                        |
| 10     | "By Means Which Have Never Yet Been Tried"         | John Fawcett   | Graeme Manson                | 21 de junho de 2014 | 0.54                        |

### Terceira Temporada
| Número | Título                                         | Diretor         | Escritor                      | Estreia             | Audiência nos EUA (milhões) |
| ------ | ---------------------------------------------- | --------------- | ----------------------------- | ------------------- | --------------------------- |
| 1      | "The Weight of This Combination"               | David Frazee    | Graeme Manson                 | 18 de abril de 2015 | 0.535                       |
| 2      | "Transitory Sacrifices of Crisis"              | John Fawcett    | Aubrey Nealon                 | 25 de abril de 2015 | 0.420                       |
| 3      | "Formalized, Complex, and Costly"              | John Fawcett    | Chris Roberts                 | 2 de maio de 2015   | 0.443                       |
| 4      | "Newer Elements of Our Defense"                | Chris Grismer   | Russ Cochrane                 | 9 de maio de 2015   | 0.406                       |
| 5      | "Scarred by Many Past Frustrations"            | David Frazee    | Alex Levine                   | 16 de maio de 2015  | 0.460                       |
| 6      | "Certain Agony of the Battlefield"             | Helen Shaver    | Aubrey Nealon                 | 23 de maio de 2015  | 0.393                       |
| 7      | "Community of Dreadful Fear and Hate"          | Ken Girotti     | Sherry White                  | 30 de maio de 2015  | 0.372                       |
| 8      | "Ruthless in Purpose, and Insidious in Method" | Aaron Morton    | Graeme Manson & Chris Roberts | 6 de junho de 2015  | 0.522                       |
| 9      | "Insolvent Phantom of Tomorrow"                | Vincenzo Natali | Russ Cochrane                 | 13 de junho de 2015 | 0.401                       |
| 10     | "History Yet to Be Written"                    | John Fawcett    | Graeme Manson                 | 20 de junho de 2015 | 0.428                       |

### Quarta Temporada
| Número | Título                              | Diretor          | Escritor      | Estreia             | Audiência nos EUA (milhões) |
| ------ | ----------------------------------- | ---------------- | ------------- | ------------------- | --------------------------- |
| 1      | "The Collapse of Nature"            | John Fawcett     | Graeme Manson | 14 de abril de 2016 | TBA                         |
| 2      | "Transgressive Border Crossing"     | John Fawcett     | Russ Cochrane | 21 de abril de 2016 | TBA                         |
| 3      | "The Stigmata of Progress"          | Ken Girotti      | Aubrey Nealon | 28 de abril de 2016 | TBA                         |
| 4      | "From Instinct to Rational Control" | Peter Stebbings  | Alex Levine   | 5 de maio de 2016   | TBA                         |
| 5      | "Human Raw Material"                | David Wellington | Kate Melville | 12 de maio de 2016  | TBA                         |
| 6      | "The Scandal of Altruism"           | Grant Harvey     | TBA           | 19 de maio de 2016  | TBA                         |
| 7      | "The Antisocialism of Sex"          | TBA              | TBA           | 26 de maio de 2016  | TBA                         |
| 8      | "The Redesign of Natural Objects"   | TBA              | TBA           | 2 de junho de 2016  | TBA                         |
| 9      | "The Mitigation of Competition"     | TBA              | TBA           | 9 de junho de 2016  | TBA                         |
| 10     | "From Dancing Mice of Psychopaths"  | TBA              | TBA           | 16 de junho de 2016 | TBA                         |

### Quinta Temporada
| Número | Título                                     | Diretor          | Escritor      | Estreia             | Audiência nos EUA (milhões) |
| ------ | ------------------------------------------ | ---------------- | ------------- | ------------------- | --------------------------- |
| 1      | "The Few Who Dare"                         | John Fawcett     | Graeme Manson | 10 de junho de 2017 | TBA                         |
| 2      | "Clutch of Greed"                          | John Fawcett     | Jeremy Boxen  | 17 de junho de 2017 | TBA                         |
| 3      | "Beneath Her Heart"                        | David Wellington | Alex Levine   | 24 de junho de 2017 | TBA                         |
| 4      | "Clutch of Greed"                          | John Fawcett     | Jeremy Boxen  | 17 de junho de 2017 | TBA                         |
| 5      | "Let the Children & the Childbearers Toil" | David Wellington | Greg Nelson   | 1 de julho de 2017  | TBA                         |

### No Brasil
O canal de televisão por assinatura do Brasil BBC HD começou a exibir a série canadense no dia 5 de fevereiro de 2014, às 23h. A Netflix também disponibiliza a série no Brasil. A partir de 3 de setembro de 2014, o canal A&E Brasil passou a exibir Orphan Black, todas às quartas feiras.

### Dublagem
Estúdio: Centauro

Direção: Ricardo Teles

Tradução: Nelson Forçan
| Personagem | Dublador(a)          |
| --- | -------------------- |
| Sarah ManningCosima NiehausAlison HendrixHelenaRachel DuncanElizabeth "Beth" ChildsVeera "M.K." SuominenKrystal Goderitch | Tatiane Keplmair     |
| Paul Dierden | Márcio Marconato     |
| Felix Dawkins | Marco Aurélio Campos |
| Arthur "Art" Bell | Ricardo Teles        |
| Siobhan Sadler | Cecília Lemes        |
| Delphine Cormier | Márcia Regina        |
| Victor "Vic" Schmidt | Sérgio Corcetti      |
| Aldous Leekie | Nelson Machado       |

### Em Portugal
O canal de televisão portuguesa por assinatura MOV começou a exibir Orphan Black no dia 22 de novembro de 2013, às 22h15.

## Recepção

### Recepção da crítica
Após seu lançamento, Orphan Black recebeu comentários bastante positivos da crítica especializada.
A primeira temporada obteve no Metacritic, um agregador de resenhas, uma classificação de 73 pontos em uma escala que vai até 100, indicando "análises geralmente favoráveis". No Rotten Tomatoes, outro agregador de resenhas, o primeiro ano da série conseguiu uma aprovação de 92%, com base em 26 críticas recolhidas. O consenso emitido pelo site diz o seguinte: "Orphan Black é um passeio pela ficção científica selvagem, que traz uma sensibilidade dramática [ao enredo] que pode se transformar em novos suspenses num piscar de olhos". Tatiana Maslany também recebeu muitos elogios por sua atuação na série. Tim Goodman, do The Hollywood Reporter, chamou sua performance de "fantástica".
A segunda temporada também recebeu elogios da crítica, recebendo uma aprovação de 97% no Rotten Tomatoes, com base em 35 críticas. "Ancorado pela brilhante Tatiana Maslany, que interpreta múltiplos personagens, Orphan Black é densamente moldado, instigante e loucamente divertido como sempre foi", diz o consenso do site.

### Prêmios e indicações
| Ano  | Prêmio                                | Categoria                                                       | Nomeação                         | Resultado | Episódio                                                      |
| ---- | ------------------------------------- | --------------------------------------------------------------- | -------------------------------- | --------- | ------------------------------------------------------------- |
| 2013 | Critics' Choice Television Award      | Melhor atriz de série dramática                                 | Tatiana Maslany                  | Venceu    |                                                               |
| 2013 | Television Critics Association Awards | Melhor atuação em série dramática                               | Tatiana Maslany                  | Venceu    |                                                               |
| 2013 | Television Critics Association Awards | Melhor nova série                                               | Orphan Black                     | Indicado  |                                                               |
| 2013 | Young Hollywood Awards                | Melhor atriz                                                    | Tatiana Maslany                  | Venceu    |                                                               |
| 2013 | EWwy Award                            | Melhor atriz de série dramática                                 | Tatiana Maslany                  | Venceu    |                                                               |
| 2013 | EWwy Award                            | Melhor série dramática                                          | Orphan Black                     | Venceu    |                                                               |
| 2013 | Tubey Award                           | Programa mais subestimado                                       | Orphan Black                     | Venceu    |                                                               |
| 2013 | Tubey Award                           | Melhor programa novo                                            | Orphan Black                     |           |                                                               |
| 2013 | Peabody Awards                        |                                                                 | Orphan Black                     | Venceu    |                                                               |
| 2014 | Satellite Award                       | Melhor série de televisão                                       | Orphan Black                     | Indicado  |                                                               |
| 2014 | Satellite Award                       | Melhor atriz de série dramática                                 | Tatiana Maslany                  | Indicado  |                                                               |
| 2014 | People's Choice Award                 | Atriz favorita de ficção-científica/fantasia                    | Tatiana Maslany                  | Indicado  |                                                               |
| 2014 | Golden Globe Award                    | Melhor atriz de série dramática                                 | Tatiana Maslany                  | Indicado  |                                                               |
| 2014 | Canadian Screen Awards                | Melhor Série Dramática                                          | Orphan Black                     | Venceu    |                                                               |
| 2014 | Canadian Screen Awards                | Melhor Atriz em série dramática                                 | Tatiana Maslany                  | Venceu    |                                                               |
| 2014 | Canadian Screen Awards                | Melhor Ator Coadjuvante em série dramática                      | Jordan Gavaris                   | Venceu    | Natural Selection / Instinct                                  |
| 2014 | Canadian Screen Awards                | Melhor Ator Coadjuvante em série dramática                      | Michel Mando                     | Indicado  | Natural Selection / Variation Under Domestication             |
| 2014 | Canadian Screen Awards                | Melhor Ator Coadjuvante em série dramática                      | Kevin Hanchard                   | Indicado  | Variation Under Domestication/ Effects of External Conditions |
| 2014 | Canadian Screen Awards                | Melhor Atriz Coadjuvante em série dramática                     | Maria Doyle Kennedy              | Venceu    | Entangled Bank / Unconsious Selection                         |
| 2014 | Canadian Screen Awards                | Melhor Performance de Ator/Atriz convidado(a)                   | Natalie Lisinska                 | Venceu    | Variation Under Domestication                                 |
| 2014 | Canadian Screen Awards                | Melhor Figurino                                                 | Laurie Drew                      | Indicado  |                                                               |
| 2014 | Canadian Screen Awards                | Melhor Direção em série dramática                               | John Fawcett                     | Venceu    | Endless Forms Most Beautiful                                  |
| 2014 | Canadian Screen Awards                | Melhor Fotografia em série dramática                            | Aaron Morton                     | Venceu    | Endless Forms Most Beautiful                                  |
| 2014 | Canadian Screen Awards                | Melhor Edição de Imagem em série dramática                      | D. Gillian Truster               | Venceu    | Unconscious Selection                                         |
| 2014 | Canadian Screen Awards                | Melhor Design de Produção ou Direção de Arte em série dramática | Andy Loew e Ian Brock            | Venceu    | Conditions of Existence                                       |
| 2014 | Canadian Screen Awards                | Melhor Roteiro em série dramática                               | Graeme Manson                    | Venceu    | Natural Selection                                             |
| 2014 | Canadian Screen Awards                | Melhor Roteiro em série dramática                               | Alex Levine                      | Indicado  | Unconsciuos Selection                                         |
| 2015 | Canadian Screen Awards                | Melhor Série Dramática                                          | Orphan Black                     | Venceu    |                                                               |
| 2015 | Canadian Screen Awards                | Melhor Atriz em série dramática                                 | Tatiana Maslany                  | Venceu    |                                                               |
| 2015 | Canadian Screen Awards                | Melhor Ator Coadjuvante em série dramática                      | Jordan Gavaris                   | Venceu    | Mingling its Own Nature With It                               |
| 2015 | Canadian Screen Awards                | Melhor Direção em série dramática                               | T. J. Scott                      | Venceu    | Mingling its Own Nature With It                               |
| 2015 | Canadian Screen Awards                | Melhor Tilha Sonora em séries                                   | Travor Yuile                     | Venceu    | By Means Which Have Never Yet Been Tried                      |
| 2015 | Canadian Screen Awards                | Melhor Fotografia em série dramática                            | Aaron Morton                     | Venceu    | By Means Which Have Never Yet Been Tried                      |
| 2015 | Canadian Screen Awards                | Melhor Edição de Imagem em série dramática                      | D. Gillian Truster               | Venceu    | Governed As It Were By Chance                                 |
| 2015 | Canadian Screen Awards                | Melhor Design de Produção ou Direção de Arte em série dramática | Liz Calderhead e John Dondertman | Venceu    | Things Which Have Never Yet Been Done                         |
| 2015 | Canadian Screen Awards                | Melhor Som em série dramática                                   | Orphan Black                     | Indicado  | By Means Which Have Never Yet Been Tried                      |
| 2015 | Canadian Screen Awards                | Melhores Efeitos Visuais                                        | Orphan Black                     | Indicado  | By Means Which Have Never Yet Been Tried                      |
| 2015 | Canadian Screen Awards                | Melhor Roteiro em série dramática                               | Graeme Manson                    | Venceu    | By Means Which Have Never Yet Been Tried                      |
| 2015 | Canadian Screen Awards                | Melhor Roteiro em série dramática                               | Graeme Manson e Karen Walton     | Indicado  | Governed By Sound Reason and True Religion                    |
| 2015 | Canadian Screen Awards                | Best Achievement in Casting                                     | Sharon Forrest e Susan Forrest   | Venceu    | Governed By Sound Reason and True Religion                    |
| 2016 | Emmy Award                            | Melhor Atriz em série dramática                                 | Tatiana Maslany                  | Venceu    |                                                               |
| 2016 | Canadian Screen Awards                | Melhor Série Dramática                                          | Orphan Black                     | Indicado  |                                                               |
| 2016 | Canadian Screen Awards                | Melhor Ator em série dramática                                  | Ari Millen                       | Venceu    |                                                               |
| 2016 | Canadian Screen Awards                | Melhor Atriz em série dramática                                 | Tatiana Maslany                  | Venceu    |                                                               |
| 2016 | Canadian Screen Awards                | Melhor Atriz Coadjuvante                                        | Maria Doyle Kennedy              | Indicado  |                                                               |
| 2016 | Canadian Screen Awards                | Melhor Maquiagem                                                | Stephen Lynch e Sandy Sokolowski | Venceu    | Ruthless in Purpose,and Insidious in Method                   |
| 2016 | Canadian Screen Awards                | Melhor Fotografia em série dramática                            | Aaron Morton                     | Venceu    | Certain Agony on the Battlefield                              |
| 2016 | Canadian Screen Awards                | Melhor Edição de Imagem em série dramática                      | Matthew Anas                     | Venceu    | Newer Elements of Our Defence                                 |
| 2016 | Canadian Screen Awards                | Melhor Edição de Imagem em série dramática                      | Jay Prychidny                    | Indicado  | Certain Agony on the Battlefield                              |
| 2016 | Canadian Screen Awards                | Melhor Som em série dramática                                   | Orphan Black                     | Indicado  | History Yet To Be Written                                     |
| 2016 | Canadian Screen Awards                | Melhores Efeitos Visuais                                        | Orphan Black                     | Indicado  | History Yet To Be Written                                     |
| 2016 | Canadian Screen Awards                | Melhor Trilha Sonora em série                                   | Travor Yuile                     | Venceu    | Certain Agony on the Battlefield                              |
| 2016 | Canadian Screen Awards                | Melhor Roteiro em série dramática                               | Alex Levine                      | Venceu    | Scarred by Many Past Frustations                              |
| 2016 | Canadian Screen Awards                | Melhor Roteiro em série dramática                               | Graeme Manson                    | Indicado  | The Weight of This Combination                                |
| 2017 | Canadian Screen Awards                | Melhor Série Dramática                                          | Orphan Black                     | Venceu    |                                                               |
| 2017 | Canadian Screen Awards                | Melhor Atriz em série dramática                                 | Tatiana Maslany                  | Venceu    |                                                               |
| 2017 | Canadian Screen Awards                | Melhor Ator Coadjuvante em série dramática                      | Kevin Hanchard                   | Venceu    |                                                               |
| 2017 | Canadian Screen Awards                | Melhor Performance de Ator/Atriz Convidado(a)                   | Gorg Rand                        | Indicado  |                                                               |
| 2017 | Canadian Screen Awards                | Melhor Fotografia em série dramática                            | Aaron Morton                     | Venceu    | From Dancing Mice of Psycophaths                              |
| 2017 | Canadian Screen Awards                | Melhor Edição de Imagem em série dramática                      | Jay Prychidny                    | Venceu    | The Scandal of Altruism                                       |
| 2017 | Canadian Screen Awards                | Melhor Design de Produção ou Direção de Arte em série dramática | John Dondertman e Liz Calderhead | Venceu    | Human Raw Material                                            |
| 2017 | Canadian Screen Awards                | Melhor Som em série dramática                                   | Orphan Black                     | Indicado  | The Scandal of Altruism                                       |
| 2017 | Canadian Screen Awards                | Melhores Efeitos visuais                                        | Orphan Black                     | Indicado  | From Dancing Mice of Psycophaths                              |
| 2017 | Canadian Screen Awards                | Melhor Direção em série dramática                               | John Fawcett                     | Venceu    | Transgressive Border Crosser                                  |
| 2017 | Canadian Screen Awards                | Melhor Trilha Sonora em série                                   | Travor Yuile                     | Venceu    | The Scandal of Altruism                                       |
| 2017 | Canadian Screen Awards                | Melhor Roteiro em série dramática                               | Graeme Manson                    | Venceu    | The Collapse of Nuture                                        |
| 2017 | Canadian Screen Awards                | Melhor Roteiro em série dramática                               | Russ Cochrane                    | Indicado  | Transgressive Border Crosser                                  |
| 2017 | Canadian Screen Awards                | Melhor Roteiro em série dramática                               | Aubrey Nealon                    | Indicado  | The Stigmata of Progress                                      |
| 2018 | Canadian Screen Awards                | Melhor Atriz em série dramática                                 | Tatiana Maslany                  | Venceu    |                                                               |
| 2018 | Canadian Screen Awards                | Melhor Maquiagem                                                | Stephen Lynch                    | Venceu    | To Right the Wrongs of Many                                   |
| 2018 | Canadian Screen Awards                | Melhor Fotografia em série dramática                            | Aaron Morton                     | Indicado  | To Right the Wrongs of Many                                   |
| 2018 | Canadian Screen Awards                | Melhor Edição de Imagem em série dramática                      | Jay Prychildny                   | Indicado  | To Right the Wrongs of Many                                   |
| 2018 | Canadian Screen Awards                | Melhores Efeitos Visuais                                        | Orphan Black                     | Indicado  | To Right the Wrongs of Many                                   |
| 2018 | Canadian Screen Awards                | Melhor Roteiro em série dramática                               | Graeme Manson e Renee St. Cyr.   | Venceu    | To Right the Wrongs of Many                                   |
| 2018 | Canadian Screen Awards                | Melhor Projeto em Mídia Digital de ficção                       | Orphan Black: The Game           | Indicado  |                                                               |